# Ben J. Pierce
Ben J. Pierce, även känd som Miss Benny, född 19 februari 1999 i Dallas, Texas, är en amerikansk youtubare, singer-songwriter och skådespelare.